# Stimmwerck

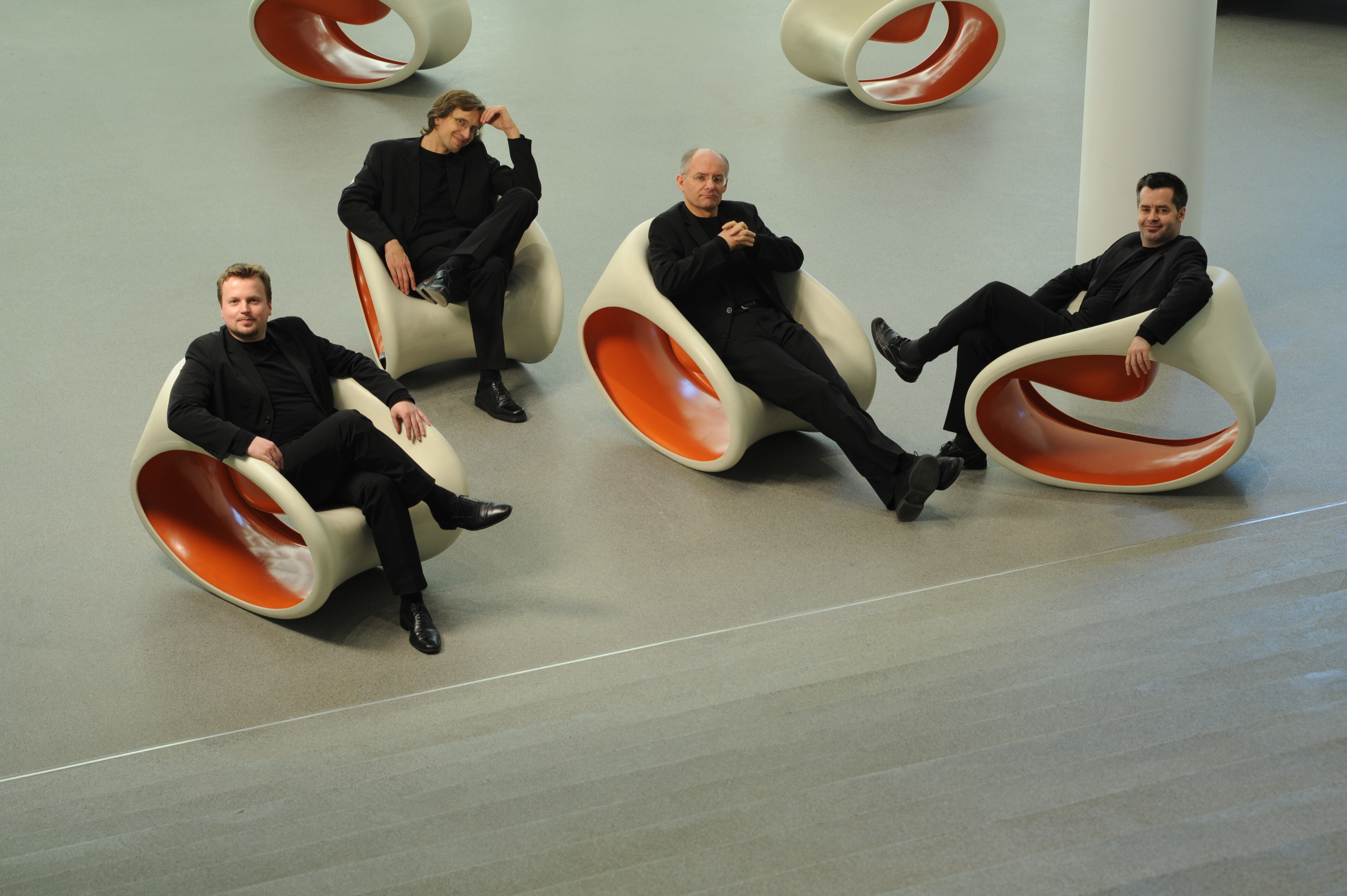
Ансамбль Stimmwerk, слева направо: Ф. Фитцтум, М. Шмидль, Г. Хёльцле, К. Венк

Stimmwerck (Шти́мверк) — мужской вокальный квартет, специализировавшийся на старинной немецкой и австрийской музыке. Основан в Мюнхене в 2001 году, прекратил существование в 2019. 
Интерпретации ансамбля «Штимверк» отличаются точностью интонирования, строгой ритмической дисциплиной, бережным отношением к тексту оригинала.

## Краткая характеристика
В состав ансамбля входили Франц Фитцтум (Vitzthum, контратенор), Клаус Венк (Wenk, тенор), Герхард Хёльцле (Hölzle, тенор) и Маркус Шмидль (Schmidl, бас-баритон). Трое из четырёх получили базовое музыкальное образование в знаменитом хоре мальчиков Regensburger Domspatzen.
Название ансамбля обязано немецкому термину Stimmwerck, в XVI–XVII веках обозначавшему группу однородных музыкальных инструментов. В центре репертуара — немецкая и австрийская музыка в диапазоне от второй половины XV до начала XVII веков, а также музыка фламандских полифонистов, работавших в Германии и Австрии и писавших на немецкие тексты. Среди композиторов Генрих Финк, Адам Фульдский, Пауль Хофхаймер, Людвиг Зенфль, Хенрик Изак, Орландо Лассо, Леонард Лехнер, Леонард Памингер. Многие сочинения указанных авторов (например, Генриха Финка и Адама Фульдского) исполнены и записаны впервые в Новое время.
В интерпретациях «Штимверка» заметно стремление представить старинную музыку, насколько это возможно, в аутентичном виде. В частности, внимание уделялось реконструкции специфически немецкого «озвучивания» ренессансной латыни, как, например, на аудиозаписи вокальной музыки Генриха Финка.
«Штимверк» гастролировал в Германии и других странах Западной Европы, выступал на международных фестивалях «Laus Polyphoniae» (Антверпен), Niedersächsische Musiktage (в разных городах Нижней Саксонии), Bachfest (Лейпциг), Resonanzen (Вена). В 2005–2019 годах в Адлерсберге (близ Регенсбурга) ансамбль ежегодно устраивал небольшой фестиваль старинной музыки «Stimmwercktage», который пользовался популярностью у ценителей аутентичного исполнительства. В концертах и на аудиозаписях ансамбль нередко привлекал дополнительных певцов и инструменталистов (лютня, флейта, арфа, орган; ансамбль из Базеля La Villannella).

## Дискография
Примечание. Указан год выпуска CD, в скобках — лейбл
- 2006 Heinrich Finck. Missa dominicalis und Lieder (Cavalli Records; rec. 2005)
- 2007 Adam von Fulda. Messe. Motetten. Lieder (Cavalli; rec. 2007)
- 2008 The St. Emmeram Codex. München, Bayerische Staatsbibliothek, clm 14274 (с участием органиста Леона Бербена; Aeolus; rec. 2007)[4]
- 2009 Gyri gyri gaga. Lust und Leben in der deutschen Renaissance (с участием лютниста Кристофа Эгльхубера; Christophorus; rec. 2009)
- 2010 Leonhard Paminger. Geistliche Vokalwerke (с участием контратенора Давида Эрлера; Christophorus CHR 77331; rec. 2010)[5]
- 2012 Susanne un jour[6] (совместно с инструментальным ансамблем La Villanella Basel; Aeolus)
- 2012 Weyhnacht Gesaenge (Christophorus; rec. 2012)[7]
- 2013 Die helle Sonn leuchtet: Deutsche Kirchenlieder (CPO; rec. 2012)
- 2015 Flos virginum: Motets of the 15th century[8] (с участием контратенора Давида Эрлера; CPO; rec. 2013 & 2014)